# Manaf Younis
Manaf Younis (Tikrit, 16 de noviembre de 1996) es un futbolista iraquí que juega en la demarcación de defensa para el Al-Shorta SC de la Liga Premier de Irak.

## Selección nacional
El 30 de noviembre de 2021 hizo su debut con la selección de fútbol de Irak en un encuentro de la Copa Árabe de la FIFA 2021 contra Omán que finalizó con un resultado de empate a uno tras el gol de Hasan Abdulkareem para Irak, y de Salaah Al-Yahyaei para Omán.

## Clubes
| Club                  | País | Año       | Partidos | Goles |
| --------------------- | ---- | --------- | -------- | ----- |
| Salahaddin SC         | Irak | 2016-2018 |          |       |
| Al-Karkh SC           | Irak | 2019-2020 |          |       |
| Al-Shorta SC (cedido) | Irak | 2020      |          |       |
| Al-Karkh SC           | Irak | 2021-2022 |          | 3     |
| Al-Shorta SC          | Irak | 2022-     | 67       | 3     |